# Baton Rouge
Baton Rouge (fransk: Bâton-Rouge  ( hør); louisianakreolsk: Batonrouj) er en by, der er hovedstad i delstaten Louisiana i USA. Baton Rouge har 227.470 (2020, 2020) indbyggere og er dermed den næststørste by i delstaten Louisiana.
Byen er grundlagt i 1699.